# Všeň
Všeň är en ort i Tjeckien. Den ligger i den centrala delen av landet, 70 km nordost om huvudstaden Prag. Všeň ligger 264 meter över havet och antalet invånare är 495.
Terrängen runt Všeň är platt åt sydväst, men åt nordost är den kuperad. Runt Všeň är det tätbefolkat, med 286 invånare per kvadratkilometer. Närmaste större samhälle är Jablonec nad Nisou, 19,1 km norr om Všeň. Trakten runt Všeň består till största delen av jordbruksmark.